# Pannonia secunda
La Pannonia secunda era una provincia romana, creata nel 298 dall'imperatore Diocleziano con la divisione della Pannonia inferiore in due province, la Secunda e la Pannonia Valeria. Nel V secolo la Pannonia fu ceduta dall'imperatore Teodosio II agli Unni.
La Secunda aveva come capitale Sirmio, la moderna Sremska Mitrovica (Serbia), e si estendeva sul territorio corrispondente all'incrocio delle valli dei fiumi Sava, Drava e Danubio, oggi appartenente a Serbia, Croazia, e Bosnia ed Erzegovina. L'amministrazione civile era posta sotto un consularis, mentre a capo dell'amministrazione militare c'era il Dux Pannoniae secundae.

## Città
Oltre a Sirmio, le principali città erano:
- Mursa (moderna Osijek)
- Certissa (moderna Đakovo)
- Marsonia (moderna Slavonski Brod)
- Cibalae (moderna Vinkovci)
- Bassianae (moderna Donji Petrovci)
- Cuccium (moderna Ilok)
- Saldae (moderna Brčko)

## Praesides Pannoniae secundae(governatori civili)
- Elpidio (352)
- Sesto Aurelio Vittore (361)

## Presidi militari
La provincia era difesa da diverse legioni, tra cui due fondate da Diocleziano e incaricate della difesa della residenza imperiale di Sirmio: la Legio V Iovia e la Legio VI Herculia. La difesa del corso del Danubio era invece assegnata alla Classis Pannonica.